# Raid de Granville
Seconde Guerre mondiale
Batailles
Front d'Europe de l'Ouest
- Campagnes du Danemark et de Norvège
- Bataille de France
- Bataille de Belgique
- Bataille des Pays-Bas
- Bataille d'Angleterre
- Blitz
- Opération Myrmidon
- Opération Ambassador
- Raid de Dieppe
- Sabordage de la flotte française à Toulon
- Bataille aérienne de Berlin
- Bataille de Normandie
- Débarquement de Provence
- Libération de la France
- Campagne de la ligne Siegfried
- Bataille du Benelux
- Poche de Breskens
- Bataille des Vosges (Bruyères)
- Bataille des Ardennes
- Bataille de Saint-Vith
- Siège de Bastogne
- Opération Bodenplatte
- Opération Nordwind
- Campagne de Lorraine
- Bataille d'Alsace (Forêt de la Hardt, Poche de Colmar Jebsheim)
- Campagne d'Allemagne
- Raid de Granville
- Libération d'Arnhem
- Bataille de Groningue
- Insurrection géorgienne du Texel
- Bataille de Slivice
- Capitulation allemande

Front d’Europe de l’Est

Campagnes d'Afrique, du Moyen-Orient et de Méditerranée

Bataille de l’Atlantique

Guerre du Pacifique

Guerre sino-japonaise

Théâtre américain
Le raid de Granville s'est déroulé vers la fin de la Seconde Guerre mondiale, dans la nuit du 8 au 9 mars 1945. Une expédition allemande en provenance des îles Anglo-Normandes, toujours occupées, a débarqué dans le port de Granville, alors occupé par les Alliés. Cette manœuvre avait pour but de s'emparer de ravitaillement qui faisait défaut dans les îles depuis la libération de l'Ouest de la France et l'éloignement des forces allemandes continentales.

## Contexte
Avec la libération de la Normandie puis de la Bretagne, les îles Anglo-Normandes restaient occupées par les Allemands. Ne présentant pas d'enjeux stratégiques et trop couteuses à reprendre, les Alliés les avaient volontairement ignorées. Sur les îles, le ravitaillement en provenance du continent n'arrivait plus.
À Granville, sur la côte ouest du Cotentin, les Alliés avaient créé un camp de prisonniers de guerre. En décembre 1944, cinq prisonniers allemands, quatre parachutistes (Fallschirmjäger) et un aspirant de marine s'évadèrent du camp, s'emparèrent d'une péniche de débarquement américaine et réussirent à rejoindre les îles Anglo-Normandes. Ils y furent accueillis en héros par leurs compatriotes et leur indiquèrent que plusieurs bateaux à quai dans le port de Granville étaient en train de décharger du charbon, une denrée rare sur les îles soumises à la pénurie. Ils fournirent également des renseignements précieux quant à la disposition des troupes américaines dans la région. Ces anciens prisonniers seront plus tard abattus par un chasseur de nuit lors de leur retour en Allemagne au début de 1945.

## Raid
Le nouveau commandant de la garnison des îles Anglo-Normandes, l'amiral Friedrich Hüffmeier, un ancien capitaine du cuirassé allemand Scharnhorst, utilisa ces renseignements pour planifier un raid contre les Alliés, afin de rétablir le moral de sa garnison et de s'emparer d'approvisionnements utiles. Un raid tôt dans la nuit du 6 février 1945 au 7 février 1945 fut annulé en raison de mauvaises conditions météorologiques et parce qu'un Schnellboot de l'escorte avait été détecté par le chasseur de sous-marin de la classe PC-461 USS PC-552 de l'US Navy.
C'est dans la nuit du 8 mars 1945 au 9 mars 1945 que le Kapitänleutnant Carl-Friedrich Mohr mena le raid victorieux. Les forces de Hüffmeier comprenaient quatre grands dragueurs de mines de classe M (M412, M432, M442, M459), trois barges de débarquement Marinefährprahm armées de canons de 88 mm, trois vedettes rapides, deux petits dragueurs de mines de type R, et un remorqueur de mer. Bien que le raid fût un succès, la résistance Alliée parvint à retarder sa progression de sorte qu'à cause de la marée basse, un seul charbonnier, le SS Eskwood, contenant 112 tonnes de charbon, put être ramené aux îles Anglo-Normandes.
Un dragueur de mines allemand, le M412 s'échoua et fut finalement détruit par les Allemands. Un chasseur de sous-marin américain de la classe PC-461, le USS PC-564, s'échoua également en fuyant les Allemands, avec la moitié de son équipage blessé ou tué, le reste étant fait prisonnier. Les Allemands coulèrent les cargos britanniques Kyle Castle, Nephrite, Parkwood et le navire marchand norvégien Heien. Les forces allemandes ont également endommagé des écluses et une partie du port et déclenché des incendies. Plusieurs Américains furent capturés (certaines sources revendiquent 30 militaires alliés faits prisonniers, dont 14 de l'équipage du PC-564) et 55 prisonniers de guerre allemands furent libérés (certaines sources affirment 67). Deux Marines américains furent tués dans un hôtel, et avec l'aide du personnel de l'hôtel, les Allemands se sont emparés des neuf plus hautes personnalités américaines de la ville. Environ 14 sous-mariniers américains furent tués en action. Un officier de la Royal Navy et cinq de ses hommes sont également morts au cours de cette attaque,.
Pour cet exploit, Mohr a reçu la Croix de chevalier de la Croix de fer le 13 mars 1945 et l'Oberleutnant Karl Otto, commandant d'artillerie, a reçu la Croix de Chevalier le 21 mars 1945.
Lors d'un raid ultérieur, une équipe de sabotage de dix-huit Allemands venant de Jersey en bateaux pneumatiques a accosté au cap de la Hague le 5 avril 1945, mais elle fut faite prisonnière.
Un raid supplémentaire était prévu pour le 7 mai 1945, mais l'amiral Karl Dönitz ordonna à Hüffmeier de ne plus effectuer d'opérations offensives si près de la fin de la guerre.

## Sources
- (en) Cet article est partiellement ou en totalité issu de l’article de Wikipédia en anglais intitulé « Granville Raid » (voir la liste des auteurs).